# Drosophila albomicans
Drosophila albomicans este o specie de muște din genul Drosophila, familia Drosophilidae. A fost descrisă pentru prima dată de Oswald Duda în anul 1924. Conform Catalogue of Life specia Drosophila albomicans nu are subspecii cunoscute.